# Nya Zeeland i olympiska sommarspelen 1952
Nya Zeeland deltog med 14 deltagare vid de olympiska sommarspelen 1952 i Helsingfors. Totalt vann de en guldmedalj och två bronsmedaljer.

## Medaljer

### Guld
- Yvette Williams - Friidrott, längdhopp.

### Brons
- John Holland - Friidrott, 400 meter häck.
- Jean Stewart - Simning, 100 meter ryggsim.